# ライヴ!! Pファンク・アース・ツアー
『ライヴ!! Pファンク・アース・ツアー』（Live: P-Funk Earth Tour）は、アメリカ合衆国のファンク・バンド、パーラメントが1977年に発表した、キャリア初のライブ・アルバム。オリジナル盤は14トラック入りの2枚組LPとして発売されたが、1991年の再発CDは1枚にまとめられ、「ファンタジー・イズ・リアリティ」が外されて13トラック入りとなった。ただし、2009年に発売された日本盤紙ジャケットCD (UICY-94286/7)には「ファンタジー・イズ・リアリティ」も収録されている。

## 背景
主に1977年1月19日と1月21日のライブ録音だが、「ザ・ランディング」、「ウィ・ファンク・ウィズ・ユー」、「ファンタジー・イズ・リアリティ」はスタジオ録音である。なお、「ファンタジー・イズ・リアリティ」は、バンドがインヴィクタス・レコードに所属していた頃のレパートリーの再録音で、初期のヴァージョンはアルバム『オズミウム』（1970年）のリマスターCDにボーナス・トラックとして収録されている。
「ドクター・ファンケンシュタイン」は、本作では15分に及ぶ演奏となっている。

## 反響・評価
バンドの母国アメリカでは、1977年6月25日付のBillboard 200で最高29位を記録した。また、『ビルボード』のR&Bアルバム・チャートでは6位に達した。
Jason Birchmeierはオールミュージックにおいて5点満点中4点を付け「必ずしも必聴盤ではないが、パーラメント/ファンカデリックのライブ体験を探求してみたい向きにとっては価値があり、また、長年にわたりリリースされてきたブートレグや、後のPファンク・オール・スターズのライブ録音よりは歓迎されるべき作品である」と評している。

## 収録曲
特記なき楽曲はジョージ・クリントン、ブーツィー・コリンズ、バーニー・ウォーレルの共作。
Side 1
1. ピー・ファンク - "P-Funk (Wants to Get Funked Up)" - 6:14
2. ドクター・ファンケンシュタインのスーパー・ファンク・メドレー - "Dr. Funkenstein's Supergroovalisticprosifunkstication Medley" - 4:58
  - レッツ・テイク・イット・トゥ・ザ・ステージ - "Let's Take It to the Stage" (George Clinton, Bootsy Collins, Garry Shider)
  - テイク・ユア・デッド・アス・ホーム - "Take Your Dead Ass Home (Say Sam'n Nasty)" (G. Clinton, G. Shider, Bernie Worrell, Glenn Goins)
3. ドゥ・ザット・スタッフ - "Do That Stuff" (G. Clinton, G. Shider, B. Worrell) - 5:15
4. ザ・ランディング - "The Landing (Of the Holy Mothership)" (G. Clinton) - 3:05

Side 2
1. ジ・アンディスコ・キッド - "The Undisco Kidd (The Girl Is Bad!)" - 7:03
2. チルドレン・オブ・プロダクション - "Children of Production" - 2:44
3. マザーシップ・コネクション（スター・チャイルド） - "Mothership Connection (Star Child)" - 5:05
4. スウィング・ダウン・スウィート・チャリオット - "Swing Down, Sweet Chariot" - 5:07

Side 3
1. ウィ・ファンク・ウィズ・ユー - "This Is the Way We Funk with You" (G. Clinton, B. Worrell, Eddie Hazel, G. Goins) - 5:04
2. ドクター・ファンケンシュタイン - "Dr. Funkenstein" - 15:04

Side 4
1. ゲイミン・オン・ヤ - "Gamin' On Ya!" - 3:30
2. ティアー・ザ・ルーフ・オフ・ザ・サッカー・メドレー - "Tear the Roof Off the Sucker Medley" - 5:03
  - ギヴ・アップ・ザ・ファンク - "Give Up the Funk (Tear the Roof Off the Sucker) " (G. Clinton, B. Collins, Jerome Brailey)
  - ゲット・オフ・ユア・アス・アンド・ジャム - "Get Off Your Ass and Jam" (Funkadelic/Parliament)
3. ファンキー・オール・ナイト - "Night of the Thumpasorus People" (G. Clinton, B. Collins, G. Shider) - 6:14
4. ファンタジー・イズ・リアリティ - "Fantasy Is Reality" (G. Clinton, B. Worrell, Leon Ware) - 5:45

## 参加ミュージシャン
- ジョージ・クリントン - ボーカル、リズム・アレンジ
- ブーツィー・コリンズ - ベース、リズム・アレンジ
- バーニー・ウォーレル - キーボード、シンセサイザー、ホーン・アレンジ
- ゲイリー・シャイダー - ギター、ボーカル
- グレン・ゴインズ - ギター、ボーカル
- マイケル・ハンプトン - ギター、いびき
- エディ・ヘイゼル - ギター
- コーデル・モースン - ベース
- ジェローム・ブレイリー - ドラムス、パーカッション
- フレッド・ウェズリー - ホーン、ホーン・アレンジ
- メイシオ・パーカー、リック・ガードナー、リチャード・グリフィス - ホーン
- カルヴァン・サイモン、ファジー・ハスキンズ、グラディ・トーマス、レイモンド・デイヴィス、デビー・ライト、ジャネット・ワシントン - ボーカル
- リン・マブリー、ドーン・シルヴァ、ゲイリー・クーパー - バッキング・ボーカル